# Trapani Shark 2024-2025
Questa voce raccoglie le informazioni riguardanti la Trapani Shark nelle competizioni ufficiali della stagione 2024-2025.

## Verdetti stagionali
Competizioni nazionali
- Serie A:

stagione regolare: 2ª su 16 squadre;
Play-off: Semifinale;
Coppa Italia: Quarti di finale.

## Stagione
La stagione 2024-2025 del Trapani Shark è la 2ª nel massimo campionato italiano di pallacanestro, la Serie A. Per il ritorno in Serie A dopo 32 anni dall'ultima esperienza, la dirigenza trapanese sceglie di cambiare guida tecnica ingaggiando l'esperto allenatore croato Jasmin Repeša, con Andrea Diana che accetta di restare come vice. Per la composizione del roster si decise di optare per la scelta della formula con 6 giocatori stranieri senza vincoli. La stagione regolare si cocluse con il secondo posto (22 vittorie e 8 sconfitte, 44 punti), il migliore mai registrato da una squadra neopromossa. La formazione siciliana è stata superata in classifica solo dalla Virtus Bologna, che ha conquistato il primo posto grazie alla vittoria nello scontro diretto all’ultima giornata, terminato 101-96 dopo un tempo supplementare. Durante la stagione il team scisiliano ha evidenziato un gioco offensivo particolarmente efficace, chiudendo con 2.742 punti realizzati e 2.455 subiti, per una differenza canestri di +287, la migliore dell’intero campionato.
Tra le vittorie più significative si segnalano quelle contro formazioni di vertice come Olimpia Milano ,  Aquila Trento,  Reyer Venezia e Germani Brescia. La squadra ha inoltre mantenuto la vetta della classifica per diverse giornate, dimostrando grande continuità di rendimento. Il secondo posto in regular season ha rappresentato un traguardo storico, non solo per il club, ma anche per il movimento cestistico siciliano, qualificando la squadra ai playoff scudetto. Nei playoff, la Trapani Shark ha superato i quarti di finale con un secco 3-0' contro la Pallacanestro Reggiana, ma è stata successivamente eliminata in semifinale dalla Germani Brescia con lo stesso punteggio, 0-3, nonostante il favore del fattore campo e i pronostici favorevoli.
Nel corso della stagione, la squadra era stata inoltre eliminata ai quarti di finale di Coppa Italia per mano della Pallacanestro Trieste. Nonostante l'uscita prematura dalle competizioni a eliminazione diretta, la stagione 2024-2025 è considerata la migliore nella storia del club per risultati e piazzamento finale. Per la stagione successiva (2025-2026), la società dovrà scontare una penalizzazione di 4 punti in classifica a causa di illeciti amministrativi.

## Divise di gioco
Il fornitore ufficiale di materiale tecnico per la stagione 2024-2025 è Adidas. Mentre i main sponsor sono: Sport Invest, Q Trade House, A29 energy to build, L.T Costruzioni, Decò Sottile, Giuseppe Di Maria S.p.A e Tonno Auriga.
| Casa | Trasferta | Alternativa | Alternativa | Allenamento |

## Organigramma societario
Dal sito internet della società.
Area dirigenziale
- Presidente: Valerio Antonini
- Direttore sportivo: Valeriano D'Orta
- Segretario generale: Dario Gentile
- Responsabile arbitri: Enrico Sabetta

General counsel
- Avvocato: Roberto Schifani
- Commercialista: Francesco Vulpetti

Area tecnica
- Allenatore: Jasmin Repeša
- 1°assistente: Andrea Diana
- 2°assistente: Alex Latini

- Player develolopment coach: Isaac Jenkins
- Responsabile Area Performance: Cristian Verona
- Team Manager: Sebastiaan Ogliari
- Responsabile settore giovanile: Sergio Solina
- Preparatore atletico: Salvatore Sorrentino

Area medica
- Responsabile Area sanitaria: Claudio Fici
- Medico sociale: Salvatore De Caro
- Medico dello sport: Francesco Saluto
- 1°Fisioterapista: Marco Madau
- 2°Fisioterapista: Simone Di Vita
- Osteopata: Pino Giliberto

## Roster
Aggiornato al 20 aprile 2025
| Trapani Shark 2024-25 | Trapani Shark 2024-25 |
| Giocatori             | Staff tecnico         |
| --------------------- | --------------------- |

| N. | Naz.                                                | Ruolo | Nome                     | Anno | Alt.   | Peso   |  |
| -- | --------------------------------------------------- | ----- | ------------------------ | ---- | ------ | ------ |  |
| 00 | Camerun (bandiera) · Italia (bandiera)              | C     | Paul Eboua               | 2000 | 203 cm | 97 kg  |  |
| 1  | Stati Uniti (bandiera)                              | PG    | JD Notae                 | 1998 | 188 cm | 88 kg  |  |
| 2  | Stati Uniti (bandiera)                              | C     | Chris Horton             | 1994 | 203 cm | 102 kg |  |
| 5  | Stati Uniti (bandiera)                              | P     | Justin Robinson          | 1997 | 185 cm | 88 kg  |  |
| 6  | Italia (bandiera)                                   | PG    | Riccardo Rossato         | 1996 | 190 cm | 85 kg  |  |
| 7  | Bosnia ed Erzegovina (bandiera) · Italia (bandiera) | AG    | Amar Alibegović          | 1995 | 206 cm | 109 kg |  |
| 9  | Stati Uniti (bandiera)                              | G     | Langston Galloway        | 1991 | 185 cm | 91 kg  |  |
| 11 | Stati Uniti (bandiera) · Italia (bandiera)          | GA    | John Petrucelli          | 1992 | 193 cm | 82 kg  |  |
| 15 | Ghana (bandiera) · Regno Unito (bandiera)           | AG    | Akwasi Yeboah            | 1997 | 198 cm | 104 kg |  |
| 18 | Italia (bandiera)                                   | AP    | Marco Mollura (C)        | 1993 | 198 cm | 90 kg  |  |
| 21 | Germania (bandiera)                                 | C     | Tibor Pleiß              | 1989 | 218 cm | 122 kg |  |
| 22 | Italia (bandiera)                                   | PG    | Stefano Gentile          | 1989 | 191 cm | 90 kg  |  |
| 34 | Nigeria (bandiera)                                  | C     | Derek Ogbeide            | 2000 | 206 cm | 113 kg |  |
| 44 | Stati Uniti (bandiera)                              | A     | Gabe Brown               | 1997 | 201 cm | 94 kg  |  |
| 55 | Albania (bandiera) · Italia (bandiera)              | AC    | Rei Pullazi              | 1993 | 203 cm | 100 kg |  |
| -  | Italia (bandiera)                                   | G     | Davide Rizzo             | 2007 | 186 cm |        |  |
| -  | Rep. Dominicana (bandiera) · Italia (bandiera)      | P     | Yancarlos Rodríguez (IN) | 1994 | 186 cm | 90 kg  |  |

| Allenatore                                                                               |
| - Jasmin Repeša                                                                          |
| Assistente/i                                                                             |
| - Andrea Diana - Alex Latini Legenda - (C) Capitano - (IN) Inattivo - Infortunato Roster |

## Mercato

### Sessione estiva
| P  | Justin Robinson   | Breogán        | svincolato |
| G  | Langston Galloway | Pall. Reggiana | svincolato |
| G  | Riccardo Rossato  | Scafati Basket | svincolato |
| AP | John Petrucelli   | Brescia        | svincolato |
| A  | Akwasi Yeboah     | Galatasaray    | svincolato |
| C  | Tibor Pleiß       | Anadolu Efes   | svincolato |

| Cessioni | Cessioni           | Cessioni              | Cessioni       | Cessioni |
| R.       | Nome               | a                     | Modalità       |          |
| -------- | ------------------ | --------------------- | -------------- | -------- |
| P        | Matteo Imbrò       | V.L. Pesaro           | fine contratto |          |
| P        | Salvatore Tumminia | B. Accademy Catanzaro | fine contratto |          |
| G        | Veljko Dancetovic  | Lions Bisceglie       | fine contratto |          |
| G        | Pierpaolo Marini   | Rinascita B. Rimini   | fine contratto |          |
| G        | Fabrizio Pugliatti | LUISS Roma            | prestito       |          |
| AP       | Fabio Mian         | Fortitudo Bologna     | fine contratto |          |
| AG       | Joseph Mobio       | Brescia               | fine contratto |          |
| C        | Andrea Renzi       | San Giobbe Chiusi     | fine contratto |          |

### Dopo l'inizio della stagione
| Acquisti | Acquisti      | Acquisti       | Acquisti        | Acquisti   |
| R.       | Nome          | da             | Data            | Modalità   |
| -------- | ------------- | -------------- | --------------- | ---------- |
| A        | Gabe Brown    | Pall. Varese   | 5 dicembre 2024 | svincolato |
| AC       | Paul Eboua    | Olimpia Milano | 6 dicembre 2024 | prestito   |
| C        | Derek Ogbeide | H. Gerusalemme | 20 aprile 2025  | svincolato |

| Cessioni | Cessioni            | Cessioni            | Cessioni         | Cessioni    |
| R.       | Nome                | a                   | Data             | Modalità    |
| -------- | ------------------- | ------------------- | ---------------- | ----------- |
| P        | Yancarlos Rodríguez | Virtus Roma         | 26 ottobre 2024  | rescissione |
| AC       | Rei Pullazi         | Amici Pall. Udinese | 5 gennaio 2025   | rescissione |
| C        | Tibor Pleiß         | Panathīnaïkos       | 26 febbraio 2025 | prestito    |

## Risultati

### Serie A

#### Girone di andata
| Arbitri: | Michele Rossi (Anghiari) Andrea Bongiorni (Pisa) Sergio Noce (Latina) |

|               |            |              |
| Robinson 27   | Punti      | 15 Belinelli |
| Robinson 6    | Assist     | 5 Cordinier  |
| Alibegović 8  | Rimbalzi   | 11 Žižić     |
| Jasmin Repeša | Allenatori | Luca Banchi  |

| Arbitri: | Saverio Lanzarini (Bologna) Andrea Valzani (Milano) Marco Catani (Pescara) |

|                   |            |                  |
| Bowman 22         | Punti      | 18 Petrucelli    |
| Bowman, Mascolo 4 | Assist     | 3 Petrucelli     |
| Macura 6          | Rimbalzi   | 7 Horton, Yeboah |
| Francesco Vitucci | Allenatori | Jasmin Repeša    |

| Arbitri: | Guido Giovannetti (Terni) Denis Quarta (Torino) Giulio Pepponi (Perugia) |

|               |            |                       |
| Notae 20      | Punti      | 28 Gray               |
| Robinson 9    | Assist     | 4 Zanelli, Cinciarini |
| Alibegović 8  | Rimbalzi   | 8 Sorokas             |
| Jasmin Repeša | Allenatori | Marcelo Nicola        |

| Arbitri: | Mark Bartoli (Trieste) Gabriele Bettini (Bologna) Matteo Lucotti (Binasco) |

|                |            |                 |
| Brown 31       | Punti      | 20 Petrucelli   |
| Hands 9        | Assist     | 9 Robinson      |
| Fall 7         | Rimbalzi   | 7 Pleiß, Horton |
| Herman Mandole | Allenatori | Jasmin Repeša   |

| Arbitri: | Manuel Attard (Priolo Gargallo) Valerio Grigioni, (Roma) Daniele Vallerieani (Ferentino) |

|               |            |                    |
| Robinson 15   | Punti      | 15 Strautiņš       |
| Robinson 5    | Assist     | 6 Denegri          |
| Horton 8      | Rimbalzi   | 9 Gorham           |
| Jasmin Repeša | Allenatori | Walter De Raffaele |

| Arbitri: | Lorenzo Baldini (Firenze) Andrea Bongiorni (Pisa) Antonio Bartolomeo (Cellino San Marco) |

|                       |            |               |
| Bilan, Della Valle 15 | Punti      | 21 Yeboah     |
| Della Valle 4         | Assist     | 6 Robinson    |
| Bilan 11              | Rimbalzi   | 9 Alibegović  |
| Giuseppe Poeta        | Allenatori | Jasmin Repeša |

| Arbitri: | Edoardo Gonella (Genova) Andrea Valzani (Milano) Matteo Lucotti (Milano) |

|               |            |               |
| Petrucelli 15 | Punti      | 21 Pangos     |
| Robinson 10   | Assist     | 11 Pangos     |
| Yeboah 8      | Rimbalzi   | 6 Woldetensae |
| Jasmin Repeša | Allenatori | Igor Miličić  |

| Arbitri: | Michele Rossi (Anghiari) Denny Borgioni (Roma) Giacomo Dori (Mirano) |

|                  |            |                      |
| Brown 25         | Punti      | 20 Galloway          |
| Valentine 9      | Assist     | 5 Robinson           |
| Uthoff 8         | Rimbalzi   | 8 Horton, Alibegović |
| Jamion Christian | Allenatori | Jasmin Repeša        |

| Arbitri: | Saverio Lanzarini (Bologna) Fabrizio Paglialunga (Taranto) Alessio Dionisi (Ancona) |

|                         |            |              |
| Galloway, Alibegović 17 | Punti      | 17 Eboua     |
| Robinson 6              | Assist     | 11 Eboua     |
| Alibegović 11           | Rimbalzi   | 11 Davis     |
| Jasmin Repeša           | Allenatori | Demis Cavina |

| Arbitri: | Denis Quarta (Torino) Giulio Pepponi (Spello) Alessandro Nicolini (Bagheria) |

|                 |            |               |
| Rowan 19        | Punti      | 21 Galloway   |
| Christon 6      | Assist     | 6 Robinson    |
| Šiliņš, Rowan 8 | Rimbalzi   | 10 Horton     |
| Zare Markovski  | Allenatori | Jasmin Repeša |

| Arbitri: | Manuel Mazzoni (Grosseto) Gabriele Bettini (Bologna) Simone Patti (Pescara) |

|               |            |                |
| Alibegović 30 | Punti      | 17 Ford, Lamb  |
| Robinson 9    | Assist     | 7 Ellis        |
| Alibegović 6  | Rimbalzi   | 5 Lamb         |
| Jasmin Repeša | Allenatori | Paolo Galbiati |

| Arbitri: | Guido Giovannetti (Terni) Andrea Valzani (Milano) Martino Galasso (Siena) |

|                         |            |                      |
| Mirotić 29              | Punti      | 21 Alibegović, Notae |
| Dimitrijević, Mannion 5 | Assist     | 6 Robinson           |
| LeDay 6                 | Rimbalzi   | 6 Horton             |
| Ettore Messina          | Allenatori | Jasmin Repeša        |

| Arbitri: | Michele Rossi (Anghiari) Christian Borgo (Vicenza) Gianluca Capotorto (Palestrina) |

|               |            |                  |
| Rossato 18    | Punti      | 21 Winston       |
| Notae 8       | Assist     | 3 Winston        |
| Horton 8      | Rimbalzi   | 8 Cheatham       |
| Jasmin Repeša | Allenatori | Dīmītrīs Priftīs |

| Arbitri: | Carmelo Lo Guzzo (Catanzaro) Lorenzo Baldini (Firenze) Sergio Noce (Latina) |

|               |            |               |
| Kabengele 16  | Punti      | 21 Notae      |
| Ennis 4       | Assist     | 4 Robinson    |
| Parks 8       | Rimbalzi   | 6 Pleiß       |
| Neven Spahija | Allenatori | Jasmin Repeša |

| Arbitri: | Mark Bartoli (Trieste) Alessandro Perciavalle (Torino) Alessandro Nicolini (Palermo) |

|                        |            |                |
| Gentile 12             | Punti      | 15 Tambone     |
| Robinson 7             | Assist     | 9 Cappelletti  |
| Robinson, Petrucelli 5 | Rimbalzi   | 9 Cappelletti  |
| Jasmin Repeša          | Allenatori | Nenad Marković |

#### Girone di ritorno
| Arbitri: | Manuel Attard (Priolo Gargallo) Denny Borgioni (Roma) Daniele Valleriani (Ferentino) |

|                 |            |               |
| Gray 16         | Punti      | 15 Robinson   |
| Gray 3          | Assist     | 7 Robinson    |
| Sorokas 9       | Rimbalzi   | 8 Alibegović  |
| Marco Ramondino | Allenatori | Jasmin Repeša |

| Arbitri: | Tolga Şahin (Messina) Martino Galasso (Siena) Alessio Dionisi (Ancona) |

|                                  |            |              |
| Alibegović 17                    | Punti      | 14 Forrest   |
| Alibegović, Horton, Petrucelli 5 | Assist     | 4 Cooke      |
| Horton 8                         | Rimbalzi   | 11 Cooke     |
| Jasmin Repeša                    | Allenatori | Gašper Okorn |

| Arbitri: | Carmelo Lo Guzzo (Catanzaro) Valerio Grigioni (Roma) Andrea Valzani (Milano) |

|                |            |               |
| Ford 22        | Punti      | 20 Robinson   |
| Ford, Ellis 4  | Assist     | 7 Robinson    |
| Niang 8        | Rimbalzi   | 8 Horton      |
| Paolo Galbiati | Allenatori | Jasmin Repeša |

| Arbitri: | Mark Bartoli (Trieste) Daniele Valleriani (Ferentino) Gianluca Capotorto (Palestrina) |

|                  |            |                      |
| Willis 17        | Punti      | 16 Petrucelli        |
| Davis 8          | Assist     | 5 Robinson           |
| Drežnjak 6       | Rimbalzi   | 7 Horton, Alibegović |
| Pierluigi Brotto | Allenatori | Jasmin Repeša        |

| Arbitri: | Carmelo Paternicò (Piazza Armerina) Giulio Pepponi (Perugia) Matteo Lucotti (Binasco) |

|               |            |                                |
| Robinson 28   | Punti      | 23 Alviti                      |
| Galloway 6    | Assist     | 5 Mitrou-Long, Bradford, Hands |
| Yeboah 8      | Rimbalzi   | 7 Mitrou-Long                  |
| Jasmin Repeša | Allenatori | Iōannīs Kastritīs              |

| Arbitri: | Carmelo Lo Guzzo (Catanzaro) Fabrizio Paglialunga (Taranto) Marco Catani (Pescara) |

|                  |            |               |
| Winston 25       | Punti      | 21 Notae      |
| Winston 8        | Assist     | 8 Galloway    |
| Faried 9         | Rimbalzi   | 7 Notae       |
| Dīmītrīs Priftīs | Allenatori | Jasmin Repeša |

| Arbitri: | Michele Rossi (Anghiari) Denny Borgioni (Roma) Gianluca Capotorto (Roma) |

|                 |            |                                    |
| Notae, Brown 21 | Punti      | 20 Brown                           |
| Horton 7        | Assist     | 3 Brown, Ruzzier, Deangeli, Uthoff |
| Horton 8        | Rimbalzi   | 7 Johnson                          |
| Jasmin Repeša   | Allenatori | Jamion Christian                   |

| Arbitri: | Valerio Grigioni (Roma) Gabriele Bettini (Bologna) Giulio Pepponi (Perugia) |

|               |            |                |
| Notae 26      | Punti      | 21 Dowe        |
| Notae 7       | Assist     | 5 Bilan        |
| Horton 5      | Rimbalzi   | 6 Ndour        |
| Jasmin Repeša | Allenatori | Giuseppe Poeta |

| Arbitri: | Lorenzo Baldini (Firenze) Christian Borgo (Vicenza) Silvia Marziali (Edolo) |

|                        |            |                  |
| Fobbs 22               | Punti      | 17 Robinson      |
| Cappelletti, Bibbins 5 | Assist     | 8 Robinson       |
| Thomas 9               | Rimbalzi   | 4 Horton, Yeboah |
| Massimo Bulleri        | Allenatori | Jasmin Repeša    |

| Arbitri: | Carmelo Lo Guzzo (Catanzaro) Edoardo Gonella (Genova) Antonio Bartolomeo (Cellino San Marco) |

|                             |            |               |
| Vital 18                    | Punti      | 20 Notae      |
| Vital, Baldasso, Severini 3 | Assist     | 6 Petrucelli  |
| Gorham 7                    | Rimbalzi   | 6 Alibegović  |
| Walter De Raffaele          | Allenatori | Jasmin Repeša |

| Arbitri: | Mark Bartoli (Trieste) Andrea Bongiorni (Pisa) Marco Catani (Pescara) |

|               |            |                   |
| Horton 21     | Punti      | 22 Macura         |
| Robinson 8    | Assist     | 6 Mascolo         |
| Alibegović 7  | Rimbalzi   | 8 Caroline        |
| Jasmin Repeša | Allenatori | Francesco Vitucci |

| Arbitri: | Manuel Attard (Priolo Gargallo) Denny Borgioni (Roma) Giulio Pepponi (Spello) |

|               |            |                    |
| Notae 27      | Punti      | 26 Ennis           |
| Notae 7       | Assist     | 7 Ennis            |
| Horton 14     | Rimbalzi   | 7 Kabengele, Parks |
| Jasmin Repeša | Allenatori | Neven Spahija      |

| Arbitri: | Saverio Lanzarini (Bologna) Edoardo Gonella (Genova) Matteo Lucotti (Milano) |

|               |            |               |
| Green 21      | Punti      | 24 Galloway   |
| Green 6       | Assist     | 6 Petrucelli  |
| Totè 8        | Rimbalzi   | 8 Galloway    |
| Giorgio Valli | Allenatori | Jasmin Repeša |

| Arbitri: | Michele Rossi (Anghiari) Carmelo Lo Guzzo (Catanzaro) Mark Bartoli (Trieste) |

|                              |            |                |
| Galloway 20                  | Punti      | 19 Brooks      |
| Galloway, Robinson, Horton 4 | Assist     | 5 Mannion      |
| Horton 16                    | Rimbalzi   | 5 Brooks       |
| Jasmin Repeša                | Allenatori | Ettore Messina |

| Arbitri: | Beniamino Manuel Attard (Priolo Gargallo) Guido Giovannetti (Terni) Daniele Vallerani (Ferentino) |

|                |            |                     |
| Clyburn 28     | Punti      | 21 Robinson, Yeboah |
| Cordinier 7    | Assist     | 9 Robinson          |
| Clyburn 10     | Rimbalzi   | 6 Alibegović        |
| Duško Ivanović | Allenatori | Jasmin Repeša       |

### Play-off
I Play-off si giocano al meglio delle cinque partite. La squadra con il miglior piazzamento in classifica al termine della stagione regolare gioca in casa gara-1, gara-2 e la eventuale gara-5.

#### Quarti di finale
| Arbitri: | Beniamino Manuel Attard (Priolo Gargallo) Denis Quarta (Torino) Simone Patti (Montesilvano) |

|                  |            |                  |
| Robinson 22      | Punti      | 21 Barford       |
| Robinson 10      | Assist     | 7 Winston        |
| Horton, Yeboah 6 | Rimbalzi   | 5 Faye           |
| Jasmin Repeša    | Allenatori | Dīmītrīs Priftīs |

| Arbitri: | Carmelo Lo Guzzo (Pisa) Christian Borgo (Grumolo delle Abbadesse) Giulio Pepponi (Spello) |

|               |            |                  |
| Alibegović 20 | Punti      | 15 Cheatham      |
| Notae 9       | Assist     | 6 Winston        |
| Horton 8      | Rimbalzi   | 9 Faye           |
| Jasmin Repeša | Allenatori | Dīmītrīs Priftīs |

| Arbitri: | Saverio Lanzarini (Bologna) Mark Bartoli (Trieste) Andrea Bongiorni (Pisa) |

|                  |            |               |
| Barford 24       | Punti      | 19 Galloway   |
| Smith 5          | Assist     | 9 Robinson    |
| Barford 6        | Rimbalzi   | 10 Horton     |
| Dīmītrīs Priftīs | Allenatori | Jasmin Repeša |

- Esito:

Trapani  vince la serie per 3 a 0

#### Semifinali
| Arbitri: | Michele Rossi (Anghiari) Carmelo Lo Guzzo (Catanzaro) Gbariele Bettini (Bologna) |

|               |            |                |
| Horton 22     | Punti      | 17 Ivanovic    |
| Robinson 9    | Assist     | 6 Ivanovic     |
| Horton 6      | Rimbalzi   | 5 Dowe         |
| Jasmin Repeša | Allenatori | Giuseppe Poeta |

| Arbitri: | Saverio Lanzarini (Bologna) Edoardo Gonella (Genova) Giacomo Dori (Venezia) |

|                     |            |                |
| Robinson, Yeboah 13 | Punti      | 19 Della Valle |
| Notae 5             | Assist     | 6 Della Valle  |
| Horton 8            | Rimbalzi   | 7 Della Valle  |
| Jasmin Repeša       | Allenatori | Giuseppe Poeta |

| Arbitri: | Manuel Attard (Siracusa) Guido Giovannetti (Bari) Andrea Bongiorni (Pisa) |

|                |            |                      |
| Della Valle 23 | Punti      | 20 Robinson          |
| Dowe 5         | Assist     | 4 Alibegović         |
| Bilan 6        | Rimbalzi   | 9 Horton, Alibegović |
| Giuseppe Poeta | Allenatori | Jasmin Repeša        |

- Esito:

Brescia vince la serie per 3 a 0

### Coppa Italia

#### Quarti di finale
| Arbitri: | Tolga Ozge Sahin (Messina) Mark Bartoli (Trieste) Giacomo Dori (Mirano) |

|               |            |                                          |
| Alibegović 18 | Punti      | 11 Ruzzier, Candussi, Johnson, Valentine |
| Galloway 3    | Assist     | 6 Valentine                              |
| Horton 16     | Rimbalzi   | 5 Valentine, Johnson, Brooks             |
| Jasmin Repeša | Allenatori | Jamion Christian                         |